# Al Hoceïma
Al Hoceïma er en by i Marokko som er administrativ hovedby for regionen Taza-Al Hoceïma-Taounate og provinsen Al Hoceïma. Folketallet var på 55.357 indbyggere ved folketællingen 2004.
Vest for byen ligger den 470 km2 store Al Hoceima Nationalpark